# 本宮映画劇場
本宮映画劇場（もとみやえいがげきじょう）は、福島県本宮市本宮字中條9にある建築物。1963年（昭和38年）8月まで芝居小屋・映画館として使用されていた。旧称は本宮座（もとみやざ）。

## 特色

### 立地・建築
本宮市中條の旧奥州街道から路地を西に入った場所に東面して建つ。この場所にはかつて日輪寺があった。
建物は木造3階建てであり、入口側の桟敷部分のみ3階建て、平土間、その両側の桟敷、舞台、楽屋などは2階建てである。ファサードはモルタル塗りの洋風である。
1958年（昭和33年）版の『全日本映画館録』に掲載され、なおかつ2017年（平成29年）時点でも現存する東北地方の芝居小屋としては、岩手県二戸郡一戸町の萬代舘、本宮映画劇場、福島県南相馬市の朝日座、福島県石川郡浅川町の浅川座、福島県いわき市の海盛座がある。

### 設備
収容人数は800人（最大1000人）。ロビーには北大路欣也や小林旭などの俳優や昭和映画のポスターが貼ってある。安全面を考慮して2階と3階の桟敷席を壁でふさぐ修繕こそ行ったが、レトロな外観と内装は保持されている。1957年（昭和32年）製のカーボン式映写機を所有しているが、現存するカーボン式映写機は日本国内でも珍しいとされる。

### 企画
閉館から50年以上経っても映写機が動かせる状態を保っている。年に数回の頻度で上映会を開催しており、イベント会場、コンサート会場、ロケ地としても利用されている。

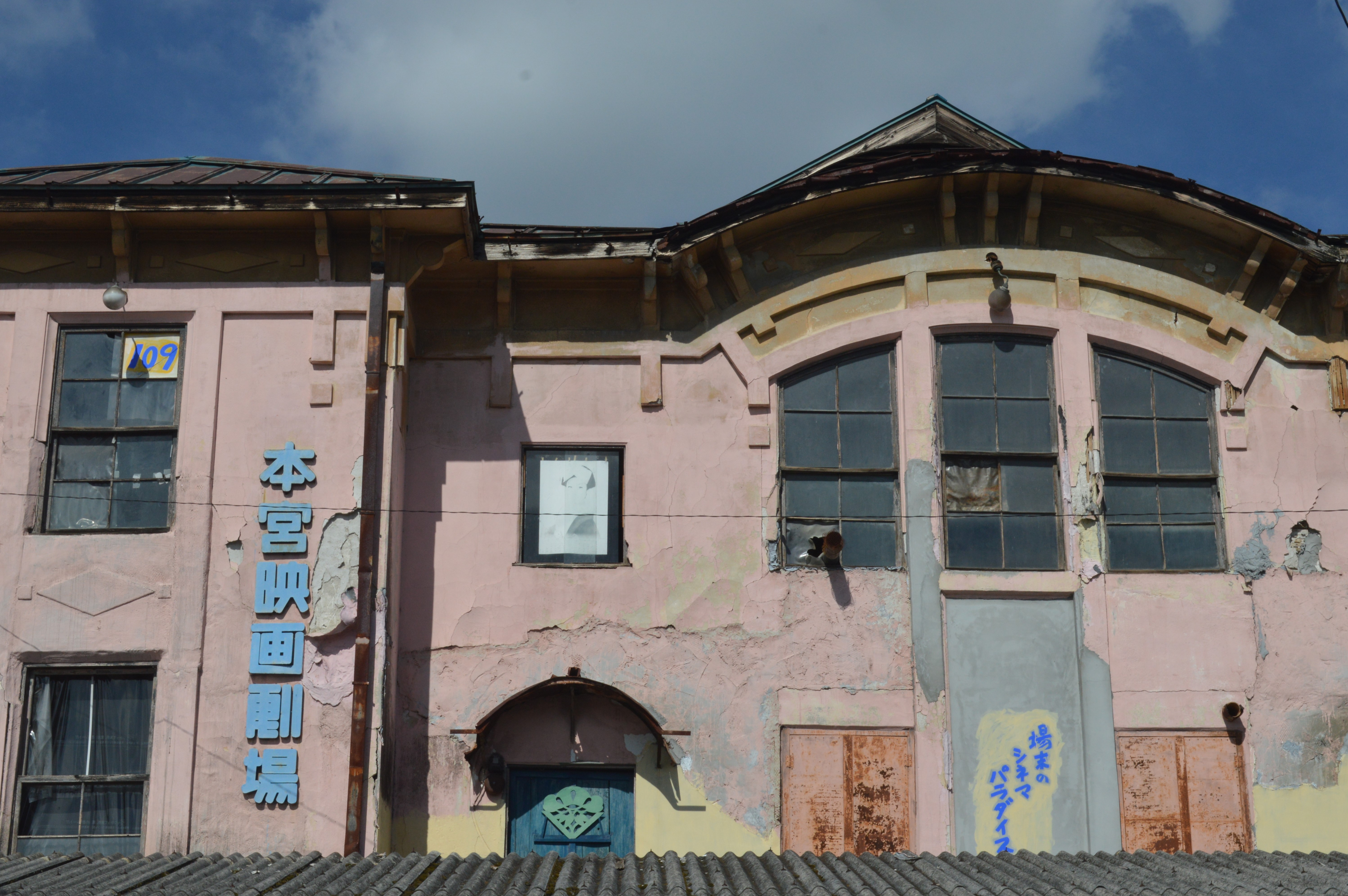
正面上部
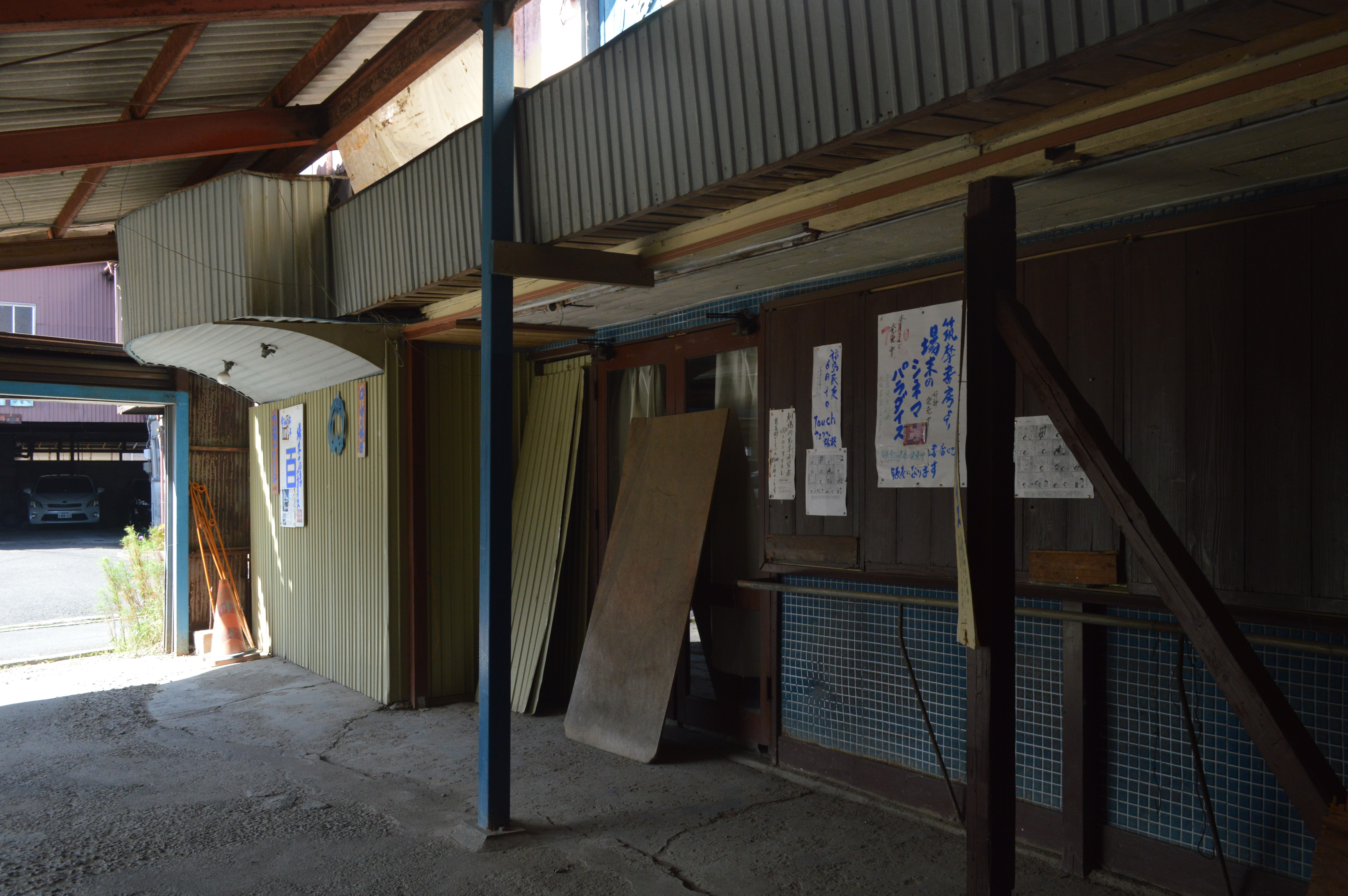
建物入口
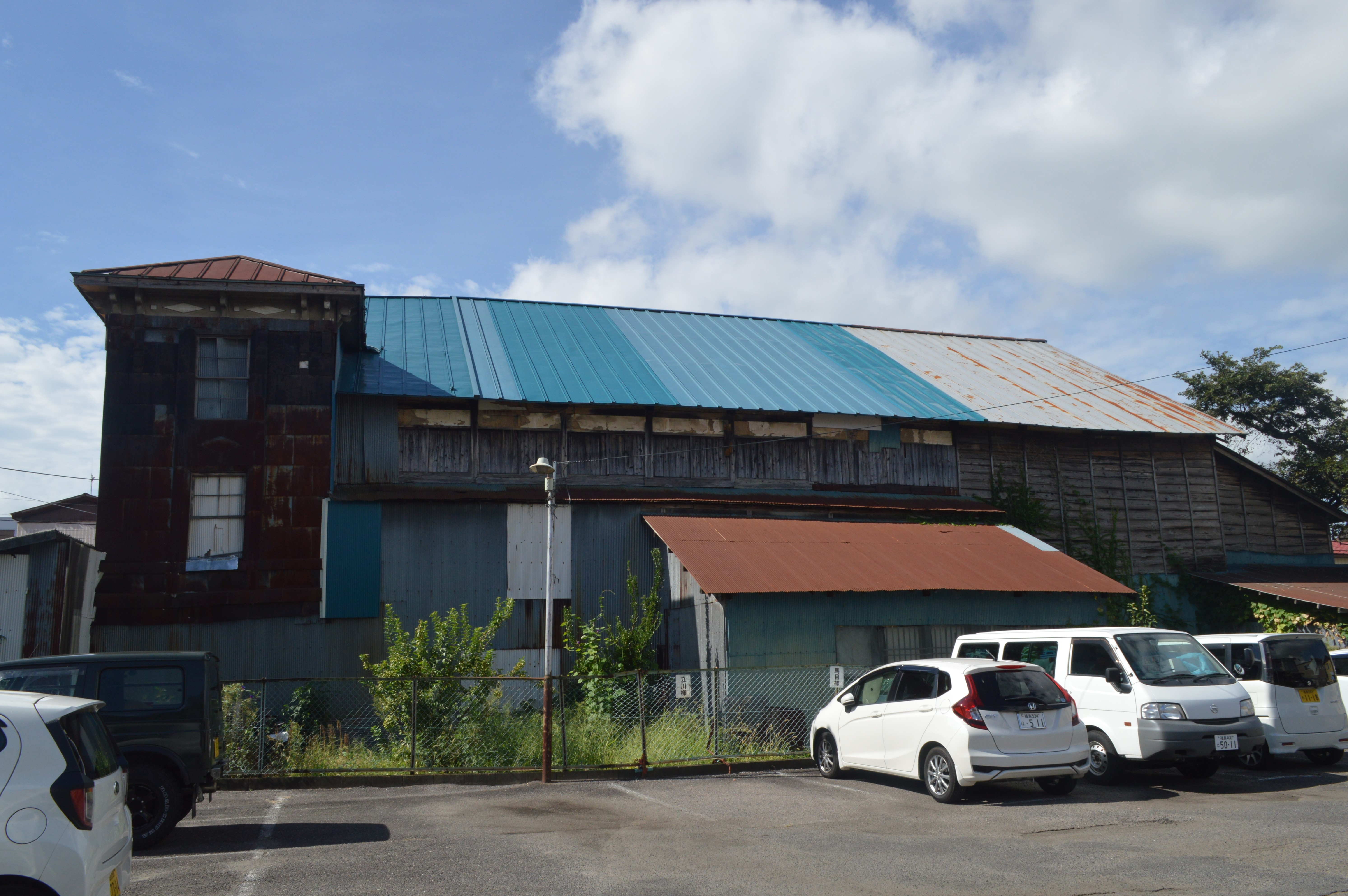
側面
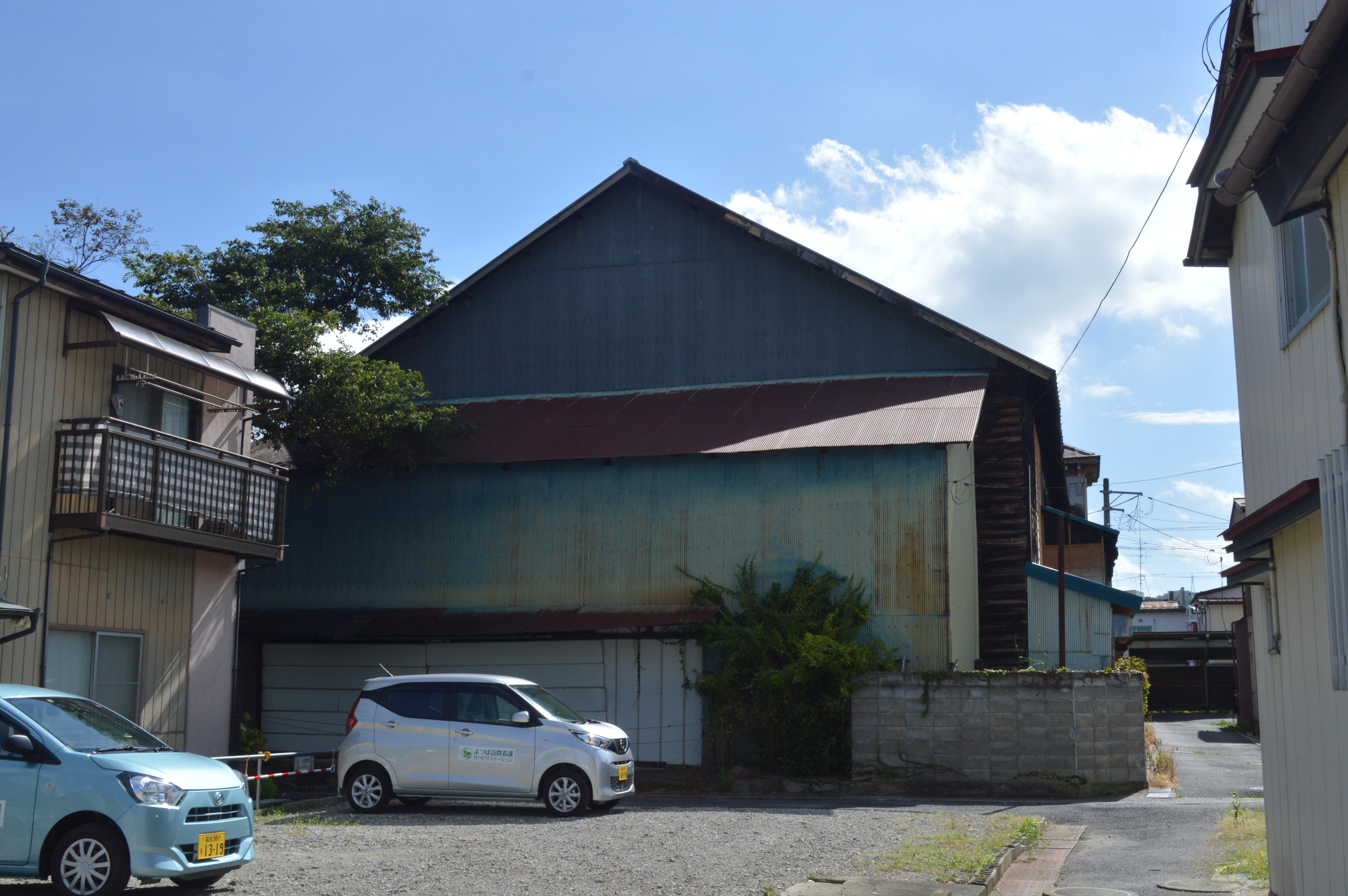
背面

## 歴史

### 営業時

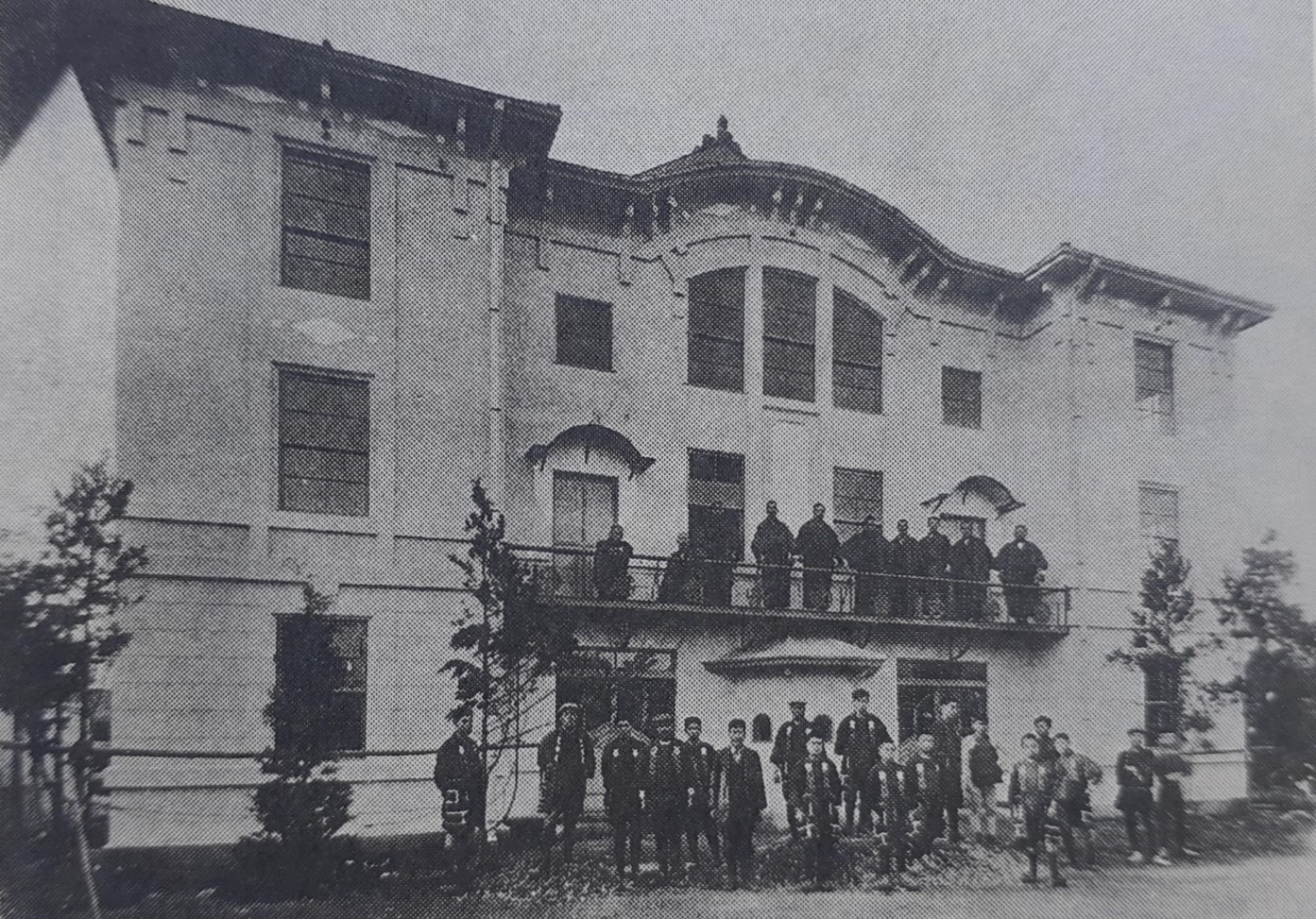
1914年の竣工時の本宮座

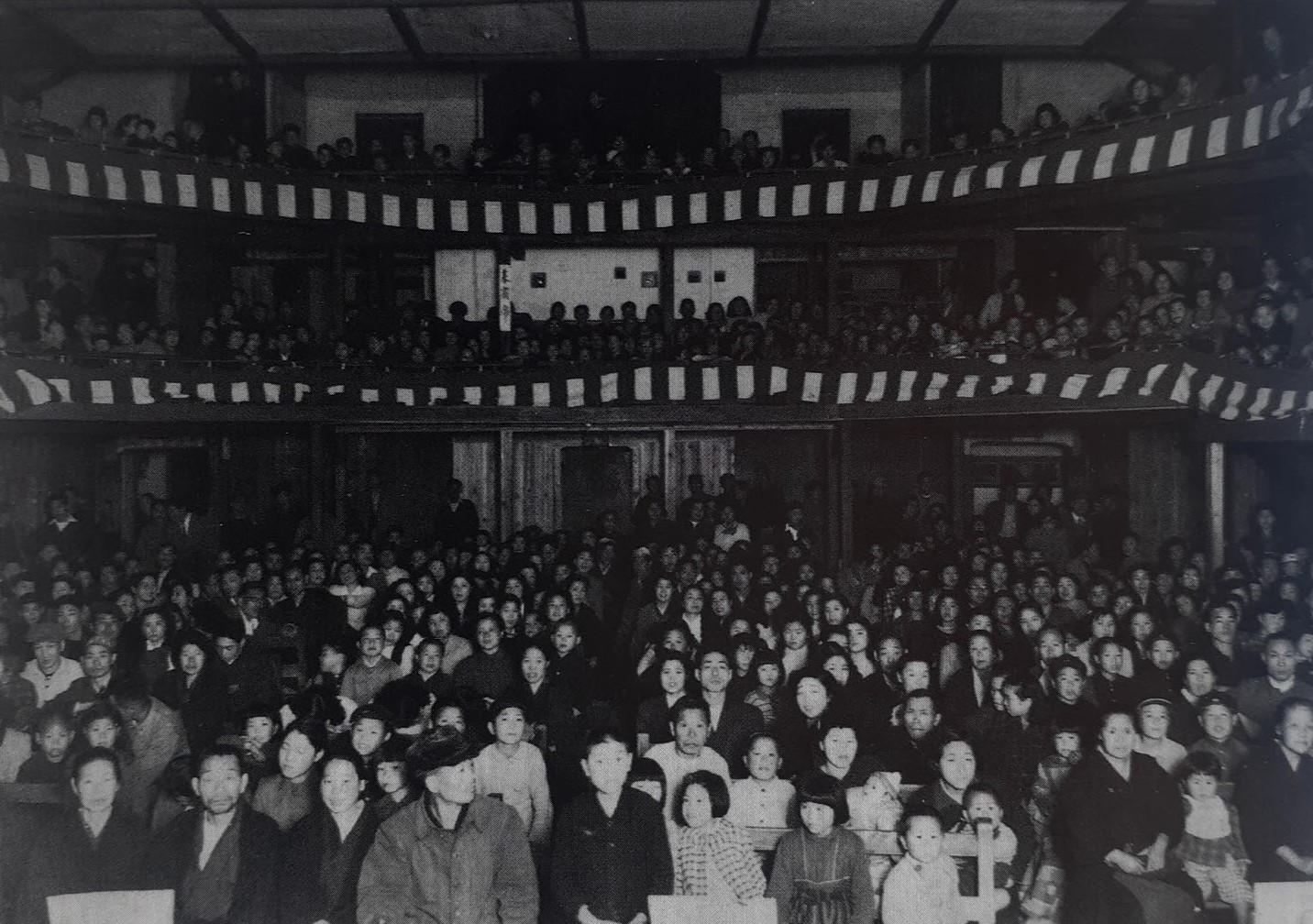
1951年の本宮映画劇場の館内

安達郡本宮町の大地主であり、本宮町長や衆議院議員などを務めた政治家でもあった小松茂藤治を中心とする有志によって、1914年（大正3年）に芝居小屋兼公民館として本宮座が建設された。定舞台（じょうぶでい）とも呼ばれ、戦前には無声映画・芝居・浪曲などの興行を行った。公会堂のような役割を果たしていた時期もあり。プロレス会場として利用された記録も残る。
戦時中の1943年（昭和18年）には田村寅吉が買い取り、本宮映画劇場に改称した。1954年（昭和29年）には田村寅吉が急逝し、息子の田村修司が経営を引き継いだ。1955年（昭和30年）公開の日活作品『警察日記』は本宮駅などでもロケが行われ、東京での封切りと同時に公開できたこともあって、3日間で30万円の興行収入があるほどの大ヒットだった。
なお、1951年（昭和26年）5月には本宮中央館が開館しており、本宮町の映画館は本宮映画劇場と本宮中央館の2館となった。1956年（昭和31年）頃からは本宮中央館などで本宮方式映画教室が展開され、東和映画の川喜多かしこ社長が賛同するなどしたことで、この映画教室は全国的に注目を集めている。
戦後の映画ブーム時には大盛況だったが、1960年代に入るとテレビの普及などで観客数が急減し、1963年（昭和38年）8月に閉館した。

### 閉館後
田村修司は自動車のセールスマンに転職し、約3年間で映画館時代の借金を返済するとともに、映写機やフィルムの手入れなどは続けた。65歳で定年を迎えた頃にはシネマコンプレックスが主流の時代となっており、本宮映画劇場の営業再開は現実的ではなかったが、2008年（平成20年）には知り合いの眼科医の提案で上映会を開催し、45年ぶりに有観客での上映を行った。この上映会後には約150人が集まり、新聞などでも報じられたこともあって、全国から見学者が訪れるようになった。
2014年（平成26年）には開館100年を記念して「100年上映会」を開催した。2019年（令和元年）10月の令和元年東日本台風では浸水被害を受けた。2021年（令和3年）には田村修司の娘の田村優子によって、筑摩書房から『場末のシネマパラダイス 本宮映画劇場』が刊行された。2023年（令和5年）1月に東京都豊島区の池袋HUMAXシネマズが閉館した際には、約230脚の座席のうち10脚を購入して場内に設置した。